# Kansas (Band)
Kansas ist eine US-amerikanische Rockband, die 1972 im US-Staat Kansas aus einer Vereinigung der Musikergruppen White Clover und Proto-Kaw hervorging. Sie gilt als wichtigster amerikanischer Vertreter des klassischen Progressive Rock der 1970er Jahre.
Zu ihrem Songrepertoire gehören die 1978 in den Top 10 platzierte Single Dust in the Wind, aber auch epische Stücke wie Icarus und The Pinnacle aus dem 1975 erschienenen Album Masque.

## Bandgeschichte
Eine gleichnamige achtköpfige Vorläuferband mit den späteren Bandmitgliedern Ehart, Hope und Livgren (manchmal auch als Kansas I bezeichnet) existierte bereits von 1970 bis 1971.
Ihre größten Erfolge feierte die Band jedoch nach ihrer Neugründung im Jahre 1972. Der Song Dust in the Wind (aus dem 77er-Album Point of Know Return) wurde zum Evergreen und Carry On Wayward Son zählt noch heute zu den meistgespielten Titeln im amerikanischen Classic Rock Radio. Die dazugehörigen Alben, Point of Know Return und Leftoverture, erhielten mehrfach Platin. Insgesamt verkaufte die Band mehr als 15 Millionen Tonträger. Ihre frühen sowie die neueren Kompositionen integrieren klassische Elemente und Instrumente (z. B. Robby Steinhardts virtuos gespielte Geige).
Ab 1980 folgten zahlreiche Umbesetzungen, vor allem ausgelöst durch die Spannungen zwischen Steve Walsh und Kerry Livgren, der sich zusammen mit dem Bassisten Dave Hope den Wiedergeborenen Christen anschloss.
Nach dem Ausstieg von Steve Walsh übernahm John Elefante den Platz am Mikrofon. Mit ihm spielte die Band die Alben Vinyl Confessions und Drastic Measures ein. Viele der Songs der beiden Alben – insbesondere von Drastic Measures – wurden vom neuen Sänger, meist in Co-Produktion mit dessen Bruder Dino Elefante, geschrieben. Geiger Robby Steinhardt verließ nach Vinyl Confessions die Band. Ein weiterer Track, Perfect Lover, ebenfalls aus der Feder von John und Dino Elefante, wurde noch mit der Besetzung von Drastic Measures für das Best-of-Album eingespielt, bevor sich Kansas zunächst auflösten. Ab 1985 und den beiden Streets-Alben, welche Walsh zusammen mit Billy Greer unter dem Plattenlabel Atlantic Records aufgenommen hatte, gab es Pläne für einen Neuanfang.
Zusammen mit ihm, Phil Ehart, Richard Williams und Steve Morse entstand das Reunion-Album Power. Trotz des Kritikpunktes, dass dieses Album noch zu sehr an die AOR-Phase der Band erinnerte, konnte man mit dem Nachfolgewerk In the Spirit of Things, einem Konzeptalbum, viele Kritiker überzeugen. Walsh nennt dieses Album bis zum heutigen Tage seinen Lieblings-Output der Band.
Kerry Livgren ist seit 1983 nicht mehr offizielles Bandmitglied, tritt aber nach wie vor gelegentlich als Gastmusiker mit auf und ist auch im Studio mit dabei. So hat er die Platte Somewhere to Elsewhere aus dem Jahr 2000 im Alleingang komponiert. Hier spielen alle Original-Mitglieder zum ersten Mal seit 20 Jahren wieder zusammen.
Kansas ist heute vor allem eine erfolgreiche Tourband. Im Frühjahr 2006 erfolgte eine Umbesetzung: Der Geiger Robby Steinhardt wurde ersetzt durch David Ragsdale, der schon einmal von 1991 bis 1997 Mitglied der Band gewesen war. Offizielle Gründe für das Ausscheiden von Steinhardt seien dessen verlorene Lust am Touren, während Insiderkreise von bandinternen Differenzen, vor allem mit dem Sänger Steve Walsh, sprechen. Inzwischen (2008) heißt es, Steinhardt habe sich in den Ruhestand begeben. Im Frühjahr 2014 erklärte Steve Walsh seinen Ausstieg aus der Band. Am 16. August 2014 spielte er in Sioux City sein Abschiedskonzert nach über 40-jähriger Bandmitgliedschaft. Ersetzt wurde Walsh durch den Leadsänger/Keyboarder Ronnie Platt sowie David Manion, den langjährigen Lichttechniker der Band, als zweiten Keyboarder und Background-Sänger. Das erste Konzert in dieser Besetzung spielte die Band am 12. September 2014 auf dem Oklahoma State Fair in Oklahoma City.
Im Mai 2017 sagten Kansas ihre für den Sommer 2017 geplante Europatournee ab; als Grund wurden angebliche für Europa geltende Reisewarnungen genannt. Robby Steinhardt, der Geiger der Band zum Zeitpunkt ihrer Gründung, starb am 17. Juli 2021 im Alter von 71 Jahren an den Folgen einer Entzündung der Bauchspeicheldrüse.

## Diskografie
Studioalben

| Jahr | Titel                   | Höchstplatzierung, Gesamtwochen, AuszeichnungChartplatzierungen (Jahr, Titel, Platzierungen, Wochen, Auszeichnungen, Anmerkungen) | Höchstplatzierung, Gesamtwochen, AuszeichnungChartplatzierungen (Jahr, Titel, Platzierungen, Wochen, Auszeichnungen, Anmerkungen) | Höchstplatzierung, Gesamtwochen, AuszeichnungChartplatzierungen (Jahr, Titel, Platzierungen, Wochen, Auszeichnungen, Anmerkungen) | Höchstplatzierung, Gesamtwochen, AuszeichnungChartplatzierungen (Jahr, Titel, Platzierungen, Wochen, Auszeichnungen, Anmerkungen) | Höchstplatzierung, Gesamtwochen, AuszeichnungChartplatzierungen (Jahr, Titel, Platzierungen, Wochen, Auszeichnungen, Anmerkungen) | Anmerkungen                              |
| Jahr | Titel                   | DE | AT | CH | UK | US | Anmerkungen                              |
| ---- | ----------------------- | --- | --- | --- | --- | --- | ---------------------------------------- |
| 1974 | Kansas                  | — | — | — | — | US174 Gold · (10 Wo.)US | Erstveröffentlichung: 8. März 1974       |
| 1975 | Song for America        | — | — | — | — | US57 Gold · (15 Wo.)US | Erstveröffentlichung: Februar 1975       |
| 1975 | Masque                  | — | — | — | — | US70 Gold · (20 Wo.)US | Erstveröffentlichung: 20. September 1975 |
| 1976 | Leftoverture            | — | — | — | — | US5 ×4Vierfachplatin · (42 Wo.)US                                                                                                 | Erstveröffentlichung: 21. Oktober 1976   |
| 1977 | Point of Know Return    | — | — | — | — | US4 ×4Vierfachplatin · (51 Wo.)US                                                                                                 | Erstveröffentlichung: 11. Oktober 1977   |
| 1979 | Monolith                | — | — | — | — | US10 Gold · (24 Wo.)US | Erstveröffentlichung: Mai 1979           |
| 1980 | Audio-Visions           | — | — | — | — | US26 Gold · (21 Wo.)US | Erstveröffentlichung: September 1980     |
| 1982 | Vinyl Confessions       | DE36 (11 Wo.)DE | — | — | — | US16 (20 Wo.)US | Erstveröffentlichung: Juni 1982          |
| 1983 | Drastic Measures        | — | — | — | — | US41 (21 Wo.)US | Erstveröffentlichung: Juli 1983          |
| 1986 | Power                   | — | — | — | — | US35 (27 Wo.)US | Erstveröffentlichung: 28. November 1986  |
| 1988 | In the Spirit of Things | — | — | — | — | US114 (7 Wo.)US | Erstveröffentlichung: Oktober 1988       |
| 1995 | Freaks of Nature        | — | — | — | — | — | Erstveröffentlichung: 29. Mai 1995       |
| 1998 | Always Never the Same   | — | — | — | — | — | Erstveröffentlichung: 19. Mai 1998       |
| 2000 | Somewhere to Elsewhere  | — | — | — | — | — | Erstveröffentlichung: 11. Juni 2000      |
| 2016 | The Prelude Implicit    | DE25 (2 Wo.)DE | — | CH23 (1 Wo.)CH | — | US41 (1 Wo.)US | Erstveröffentlichung: 23. September 2016 |
| 2020 | The Absence of Presence | DE7 (3 Wo.)DE | AT34 (1 Wo.)AT | CH4 (4 Wo.)CH | — | — | Erstveröffentlichung: 17. Juli 2020      |

grau schraffiert: keine Chartdaten aus diesem Jahr verfügbar